# Окорков Костянтин Іванович
Костянтин Іванович Окорков (Окороков) (1896, місто Ямбург Санкт-Петербурзької губернії, тепер місто Кінгісепп Ленінградської області, Російська Федерація — розстріляний 9 січня 1938, Сімферополь) — радянський і профспілковий діяч, секретар Донецького обласного комітету КП(б)У, 1-й секретар Луганського і Керченського міських комітетів ВКП(б). Член ЦК КП(б)У в листопаді 1927 — січні 1932 р. і січні 1934 — січні 1937 р. Кандидат у члени Організаційного бюро ЦК КП(б)У в червні 1930 — січні 1932 р.

## Біографія
З 1912 року навчався в Кронштадтській школі юнг. У 1917 році служив на російському флоті рульовим есмінця «Стремительный» в місті Ревелі (Таллінні).
Член РСДРП(б) з грудня 1917 року.
У 1917—1920 роках — на Червоному флоті та в Червоній армії. У 1920 році служив у Всеросійській надзвичайній комісії (ВЧК) у місті Уфі.
У 1921—1925 роках — на партійній роботі в селищі Бодайбо Іркутської губернії. З 1925 року — інструктор Іркутського повітового комітету РКП(б), відповідальний секретар Слюдянського районного комітету ВКП(б) Іркутського округу.
Потім — на партійній роботі в місті Луганську.
З 1928 року — відповідальний секретар районного комітету КП(б)У міста Дніпропетровська, секретар парткому Дніпропетровського металургійного заводу імені Петровського.
У 1930—1931 роках — голова Всеукраїнської профспілки металістів. У лютому 1931 — вересні 1933 року — голова ЦК Спілки робітників металургійної промисловості СРСР.
У 1933 — січні 1934 року — секретар Донецького обласного комітету КП(б)У з металургії.
У лютому 1934 — січні 1935 року — відповідальний секретар Луганського міського комітету КП(б)У.
У січні 1935 — квітні 1937 року — 1-й секретар Керченського міського комітету ВКП(б) Кримської АРСР.
28 квітня 1937 року заарештований органами НКВС. Розстріляний. Посмертно реабілітований.